# Tension magnétique
En électromagnétisme, on montre que la densité volumique de force de Laplace peut être décomposée en deux termes, l'un est appelé tension magnétique, l'autre étant la pression magnétique. Dimensionnellement, la tension magnétique est homogène à une densité volumique de force exprimée en  N.m−3. Son unité, dans le Système international est le Pa·m−1. Son expression, dans les deux systèmes d'unités principaux, est:
{\displaystyle {\frac {\left(\mathbf {B} \cdot \nabla \right)\mathbf {B} }{\mu _{0}}}\,({\text{S.I.}})\qquad {\frac {(\mathbf {B} \cdot \nabla )\mathbf {B} }{4\pi }}\,({\text{c.g.s.}})}
La tension magnétique agit en tendant à redresser les  lignes de champ magnétique courbées. Elle se comporte comme une force de rappel, i.e. qui tend à ramener un système vers un état d'équilibre.
La pression magnétique est identifiée à la densité volumique d'énergie magnétique; elle augmente lorsque les lignes de champ magnétique se resserrent (cela s'explique en utilisant la loi de Maxwell-Thomson, {\displaystyle \mathbf {\nabla } \cdot \mathbf {B} =0}, c'est-à-dire la conservation du flux du champ magnétique sur une surface fermée). 
La tension magnétique, quant à elle, est associée aux variations spatiales du champ magnétique, et plus particulièrement à la courbure des lignes de champ magnétique. 

## Utilisation en physique des plasmas
La tension magnétique est particulièrement importante en physique des plasmas et en magnétohydrodynamique, où les lignes de champ magnétique peuvent être considérées comme des objets dynamiques possédant une élasticité, se déformant sous les effets de la pression hydrodynamique et des effets électromagnétiques (force de Laplace). 
En physique des plasmas, la densité volumique de force de Laplace s'écrit
{\displaystyle \mathbf {f} _{L}=\mathbf {J} \times \mathbf {B} }.
En utilisant l'équation de Maxwell-Ampère on peut éliminer la densité de courant {\displaystyle \mathbf {J} }, et obtenir
{\displaystyle \mathbf {f} _{L}={\frac {(\mathbf {B} \cdot {\boldsymbol {\nabla }})\mathbf {B} }{\mu _{0}}}-\nabla {\frac {\mathbf {B} ^{2}}{2\mu _{0}}},}
Le premier terme est la tension magnétique et le deuxième le gradient de la pression magnétique {\displaystyle P_{B}={\frac {B^{2}}{2\mu _{0}}}}.

## Interprétation géométrique
L'expression de la tension magnétique {\displaystyle \mathbf {T_{B}} =(\mathbf {B} \cdot {\boldsymbol {\nabla }})\mathbf {B} /\mu _{0}}peut être réécrite pour faire apparaître le rayon de courbure {\displaystyle {\mathcal {R}}} des lignes de champ magnétique. En appelant {\displaystyle s} l'abscisse curviligne le long d'une ligne de champ magnétique et {\displaystyle \mathbf {t} ,\mathbf {n} } respectivement les vecteurs unitaires tangent et normal à la ligne de champ , on obtient:
{\displaystyle \mathbf {T_{B}} ={\frac {\mathbf {B} {\frac {d}{ds}}(B\mathbf {t} )}{\mu _{0}}}={\frac {d}{ds}}({\frac {B^{2}}{2\mu _{0}}})\mathbf {t} +{\frac {B^{2}}{\mu _{0}}}{\frac {\mathbf {n} }{\mathcal {R}}}}.
La tension magnétique se décompose donc en deux termes. Le premier est la dérivée de la pression magnétique prise le "long" de la ligne de champ {\displaystyle {\frac {d}{ds}}({\frac {B^{2}}{2\mu _{0}}})\mathbf {t} ={\boldsymbol {\nabla }}_{\parallel }P_{\mathbf {B} }}, c'est-à-dire le gradient de la pression magnétique projeté le long de la ligne de champ. 
L'expression finale de la densité volumique de force de Laplace est:
{\displaystyle \mathbf {J} \times \mathbf {B} =-{\boldsymbol {\nabla }}_{\perp }P_{\mathbf {B} }+{\frac {2P_{\mathbf {B} }}{\mathcal {R}}}\mathbf {n} }
Les deux membres de droite sont bien orthogonaux à {\displaystyle \mathbf {B} }, orthogonaux aux lignes de champ magnétique et tendent à repousser vers l'extérieur les lignes de champ, là où la pression magnétique est moins forte, là où la courbure est moins forte.

## Lien avec le tenseur des contraintes de Maxwell
Le tenseur des contraintes de Maxwell fournit une description plus complète des effets dynamiques dans un champ électromagnétique (champ électrique et champ magnétique).
L'expression de la force de Lorentz pour une particule chargée
{\displaystyle \mathbf {F} =q(\mathbf {E} +\mathbf {v} \times \mathbf {B} )}
est modifiée dans le cas général d'une distribution volumique de charge et de courant:
{\displaystyle \mathbf {f} =\rho \mathbf {E} +\mathbf {J} \times \mathbf {B} }

En utilisant les équations de Maxwell on peut éliminer les charges et courants:
{\displaystyle \mathbf {f} =\epsilon _{0}\left[({\boldsymbol {\nabla }}\cdot \mathbf {E} )\mathbf {E} +(\mathbf {E} \cdot {\boldsymbol {\nabla }})\mathbf {E} \right]+{\frac {1}{\mu _{0}}}\left[({\boldsymbol {\nabla }}\cdot \mathbf {B} )\mathbf {B} +(\mathbf {B} \cdot {\boldsymbol {\nabla }})\mathbf {B} \right]-{\frac {1}{2}}{\boldsymbol {\nabla }}\left(\epsilon _{0}E^{2}+{\frac {1}{\mu _{0}}}B^{2}\right)-\epsilon _{0}{\frac {\partial }{\partial t}}\left(\mathbf {E} \times \mathbf {B} \right).}

Ce résultat est réécrit sous une forme plus compacte à l'aide du tenseur des contraintes de Maxwell,
{\displaystyle \sigma _{ij}\equiv \epsilon _{0}\left(E_{i}E_{j}-{\frac {1}{2}}\delta _{ij}E^{2}\right)+{\frac {1}{\mu _{0}}}\left(B_{i}B_{j}-{\frac {1}{2}}\delta _{ij}B^{2}\right).}
Tous les termes sauf le dernier de l'expression de la densité volumique de force {\displaystyle \mathbf {f} }, peuvent se mettre sous la forme d'une divergence, la divergence du tenseur des contraintes de Maxwell:
{\displaystyle \mathbf {f} +\epsilon _{0}\mu _{0}{\frac {\partial \mathbf {S} }{\partial t}}\,=\nabla \cdot \mathbf {\sigma } },
ce qui nous donne la densité volumique de force électromagnétique en fonction du tenseur des contraintes de Maxwell, {\displaystyle \sigma _{ij}}, et du vecteur de Poynting {\displaystyle \mathbf {S} =\mathbf {E} \times \mathbf {B} /\mu _{0}}. Notons que le vecteur {\displaystyle \epsilon _{0}\mu _{0}\mathbf {S} =\mathbf {S} /c^{2}} s'appelle la densité d'impulsion électromagnétique. La tension magnétique est à présent implicitement représentée dans le tenseur {\displaystyle \sigma _{ij}}. La dernière équation écrite n'est rien moins que l'expression de la conservation de l'impulsion électromagnétique. Ici,  {\displaystyle {\boldsymbol {\nabla }}\cdot \mathbf {\sigma } } est la densité de flux d'impulsion et joue un rôle analogue à celui de {\displaystyle \mathbf {S} } dans le théorème de Poynting.